# Salvatore Ladu (fantino)
(Salvatore Ladu, dal libro I trenta assassini)
Salvatore Ladu detto Cianchino (Bono, 3 febbraio 1958) è un fantino italiano.

## Carriera
Famoso per le sue vittorie al Palio di Siena, Ladu riceve il soprannome "Cianchino" in chiaro riferimento al suo maestro e grande predecessore, Giuseppe Gentili detto Ciancone, fantino plurivittorioso che corse a Siena dal 1945 al 1971.
Giunto a Siena sulla scia del conterraneo Aceto, Cianchino esordisce il 2 luglio 1978 con il Montone, montando il cavallo Tornado. Per quanto esordiente Cianchino si mette subito in luce e coglie un ottimo secondo posto dietro ad un altro fantino esordiente, Bastiano, che porta al trionfo la Selva con il veloce Urbino. È il preludio per il successivo palio del 16 agosto, quando Cianchino veste il giubbetto della Pantera: stavolta è lui a montare Urbino e ottiene la sua prima vittoria, conducendo tutta la gara davanti a Bastiano.
In effetti il periodo che si apre vede una lotta principalmente tra il "re della Piazza" Aceto, Bastiano, Cianchino e un altro giovane fantino sardo, Giuseppe Pes detto Il Pesse.
Nel 1979 Cianchino si lega al Bruco, con cui disputa 5 carriere consecutive fino al 1981: chiaro scopo della contrada di via del Comune era quello di interrompere il lungo digiuno che attraversava fin dal 1955, tentando la carta di una giovane promessa. Neppure Cianchino riesce nell'impresa, tornando invece alla vittoria il 16 agosto 1984 con il Nicchio (sul cavallo Orion), beffando proprio il Bruco che si era affidato ad Aceto. Un anno dopo esatto i due sono nuovamente a confronto: Aceto, dopo aver vinto a luglio con l'Oca, difende ancora i colori del Bruco, mentre Cianchino corre per l'Onda. Ladu prende ben presto il comando, Aceto rimonta, ma al terzo Casato perde terreno a causa di una manovra azzardata di Canapino della Pantera e Cianchino ha via libera per il suo terzo trionfo.
Il quarto successo giunge nel Palio dell'Assunta del 1987, nuovamente per la Pantera. Il barbero, Benito, è ancora un soggetto velocissimo e consente a Cianchino di condurre per tutti i tre giri.
Dopo due anni senza vittorie, il 16 agosto 1990 Cianchino veste i colori del Montone, in quello che sarà ricordato come il Palio più incredibile e rocambolesco del dopoguerra. La Selva, con il giovane Massimino II sul potente cavallo Galleggiante, conduce per quasi tutta la carriera. Dietro incalzano Leocorno, Montone e Lupa, ma la Contrada di Vallepiatta pare aver fatto ormai suo il Palio. Sennonché all'ultimo Casato si verifica un clamoroso colpo di scena: Massimino e Galleggiante impattano su Adonea, la cavalla della Civetta caduta al primo San Martino e risalita fino al Casato dove si era fermata. La caduta, che costerà la vita di Adonea, è inevitabile e coinvolge anche Leocorno e Lupa. L'incredulo Cianchino si ritrova solo al comando e percorre tranquillamente gli ultimi metri che lo separano dal bandierino, tra la disperazione dei selvaioli che avevano già invaso la pista pronti a festeggiare.
Al Palio successivo, il 2 luglio 1991, Cianchino coglie nuovamente un successo clamoroso. Con il giubbetto della Tartuca Ladu monta il veloce Uberto, ma deve fare i conti con la rivale Chiocciola, il cui fantino, Falchino, blocca Cianchino alla mossa. Ne approfitta la Lupa che con il Bufera su Careca, conduce per quasi tutta la gara fino all'ultimo casato. Qui Cianchino, nel frattempo liberatosi dell'ostacolo di Falchino, rimonta e infila dall'interno la Lupa, ottenendo il suo sesto successo.
I due trionfi del 1990 e del 1991 mettono in risalto le doti di Cianchino che, approfittando della fase calante di Aceto, diviene uno dei più gettonati fantini della Piazza. Tuttavia prima della successiva vittoria devono passare altri 4 anni, che portano alla ribalta l'altro grande fantino sardo degli anni 1990, il Pesse. Il 2 luglio 1995 Cianchino torna nell'Onda, che non vince da 10 anni, cioè da quando proprio Ladu le aveva regalato l'ultima vittoria. Il cavallo da montare è Oriolu de Zamaglia, il più forte del lotto insieme a Delfort Song, che va in sorte al Nicchio. Tuttavia il barbero toccato alla contrada dei Pispini si infortuna in prova: è un grosso colpo di fortuna per l'Onda e per Cianchino, che spinge alla grande Oriolu e conduce tutta la gara, con la sola Pantera (con il Pesse su La Fanfara) capace di reggerne il passo.
La grande impresa di Cianchino arriva l'anno seguente. Il 16 agosto 1996 torna nel Bruco, che ancora è alle prese con la cuffia, un imbarazzante digiuno di ben 41 anni. Il barbero da montare è Bella Speranza, chiamato Rosa Rosae per questa carriera. In effetti le speranze dei brucaioli riescono finalmente a realizzarsi: Cianchino prende la testa al secondo giro, approfittando dell'ostacolo reciproco delle battistrada Lupa e Montone, e conquista la sua ottava vittoria, riuscendo a scuffiare il Bruco. L'applauso della Piazza per la ex-contrada nonna va anche a Cianchino, che con tale impresa si proietta verso il dominio degli anni seguenti.
Invece lo strepitoso 1997 del Pesse (capace di conquistare il cappotto per la Giraffa) e l'astro nascente di Trecciolino impediscono a Cianchino di tornare al successo. Beffarda è la sconfitta proprio nel palio del cappotto giraffino (16 agosto 1997), quando Cianchino veste il giubbetto della Torre, nel tentativo di scuffiare pure la contrada di Salicotto. La Torre conduce fino all'ultimo Casato, quando cade, cercando disperatamente di contenere il recupero della Giraffa.
La Torre si affida a Cianchino anche nei due Palii del 1998, ma il sardo non riesce più a vincere. La fase calante di Cianchino è ormai evidente:corre il suo ultimo Palio il 2 luglio 2005 con la Chiocciola, poi decide di concludere la sua carriera di fantino .

## Presenze al Palio di Siena
Nelle sue partecipazioni al Palio di Siena, Cianchino ha raccolto 46 carriere e vincendone 8.
Ha vinto 2 volte per Pantera e Onda e 1 per Nicchio, Montone, Tartuca e Bruco. Ha corso almeno una volta per tutte le contrade, eccezion fatta per Selva e Giraffa. Per la verità in occasione del Palio dell'Assunta del 2000 Cianchino corse alcune prove con la Selva, ma in seguito si accordò con la Pantera, suscitando non poche ire da parte dei selvaioli.
Ecco l'elenco completo dei risultati di Cianchino al Palio di Siena.
Le vittorie sono evidenziate ed indicate in neretto.
| Palio             | Contrada     | Cavallo                  |
| ----------------- | ------------ | ------------------------ |
| 3 luglio 1978     | Valdimontone | Tornado                  |
| 16 agosto 1978    | Pantera      | Urbino de Ozieri         |
| 4 luglio 1979     | Bruco        | Uana (scosso)            |
| 2 luglio 1980     | Bruco        | Volturno (scosso)        |
| 17 agosto 1980    | Bruco        | Miura                    |
| 7 settembre 1980  | Bruco        | Speranza II (scosso)     |
| 2 luglio 1981     | Bruco        | Ascaro de Torralba       |
| 16 agosto 1981    | Istrice      | Bellino                  |
| 2 luglio 1982     | Lupa         | Kamasutra                |
| 16 agosto 1982    | Bruco        | Borela V (scosso)        |
| 16 agosto 1983    | Aquila       | Brandano                 |
| 2 luglio 1984     | Onda         | Caruso III (scosso)      |
| 16 agosto 1984    | Nicchio      | Orion                    |
| 2 luglio 1985     | Tartuca      | Demonia de Tula (scosso) |
| 16 agosto 1985    | Onda         | Benito                   |
| 2 luglio 1986     | Onda         | Amore                    |
| 16 agosto 1986    | Torre        | Vipera                   |
| 13 settembre 1986 | Pantera      | Baiardo (scosso)         |
| 2 luglio 1987     | Istrice      | Bagnolo (scosso)         |
| 16 agosto 1987    | Pantera      | Benito                   |
| 2 luglio 1988     | Onda         | Vipera                   |
| 16 agosto 1988    | Onda         | Fogarizzu                |
| 16 agosto 1989    | Bruco        | Pitheos (scosso)         |
| 2 luglio 1990     | Oca          | Pitheos                  |
| 16 agosto 1990    | Valdimontone | Pitheos                  |
| 3 luglio 1991     | Tartuca      | Uberto                   |
| 16 agosto 1991    | Tartuca      | Benito (scosso)          |
| 16 agosto 1992    | Pantera      | Figaro                   |
| 2 luglio 1993     | Chiocciola   | Galleggiante             |
| 2 luglio 1994     | Oca          | Alibranda                |
| 16 agosto 1994    | Valdimontone | Replay                   |
| 2 luglio 1995     | Onda         | Oriolu de Zamaglia       |
| 16 agosto 1995    | Aquila       | Votta Votta              |
| 16 agosto 1996    | Bruco        | Rosa Rosae               |
| 3 luglio 1997     | Nicchio      | Vittorio                 |
| 16 agosto 1997    | Torre        | Votta Votta (scosso)     |
| 2 luglio 1998     | Torre        | Votta Votta              |
| 16 agosto 1998    | Torre        | La Toulousienne (scosso) |
| 16 agosto 1999    | Leocorno     | Venus VIII               |
| 16 agosto 2000    | Pantera      | Re Artù (scosso)         |
| 9 settembre 2000  | Tartuca      | Tessera                  |
| 2 luglio 2001     | Civetta      | Alanis                   |
| 16 agosto 2001    | Torre        | Alesandra                |
| 2 luglio 2002     | Lupa         | Ascon                    |
| 2 luglio 2004     | Drago        | Altoprato                |
| 2 luglio 2005     | Chiocciola   | Elfo di Montalbo         |

## Presenze al Palio di Fucecchio
| Palio               | Contrada       | Cavallo        | Piazzamento           | Note                  |
| ------------------- | -------------- | -------------- | --------------------- | --------------------- |
| 31 maggio 1987      | Ferruzza       | Oca Rossa      | Eliminato in batteria |                       |
| 30 maggio 1993      | Porta Raimonda | Cotton Quick   | 1°                    |                       |
| 29 maggio 1995      | Porta Raimonda | Gloria Rustica | Eliminato in batteria |                       |
| 30 maggio 1999      | Porta Bernarda | Star Fairy     | Eliminato in batteria | Non conclude i 3 giri |
| 28 maggio 2000      | Porta Bernarda | Olmo River     | Eliminato in batteria |                       |
| 22 luglio 2000 str. | Porta Bernarda | Bandito        | 1°                    | Palio straordinario   |
| 10 giugno 2001      | Samo           | Guera          | Eliminato in Batteria |                       |

## Le vittorie negli altri Palii
Cianchino annovera nel proprio palmarès vittorie anche in altre importanti rassegne paliesche italiane.
Al Palio di Legnano ha ottenuto ben tre vittorie: nel 1979 su Peccatrice per San Magno, nel 1989 su Veronica Gambara per Legnarello e nel 1992 su Mattia per San Martino.
Al Palio di Fucecchio ha vinto due volte: nel 1993 per Porta Raimonda, montando Cotton Quick, e nello straordinario per il Giubileo del 2000 per Porta Bernarda, montando Bandito.
Al Palio dei Rioni di Castiglion Fiorentino ha vinto nel 2000 per il Rione di Porta Fiorentina su Joan Met Quintero.